# 厄兰大桥

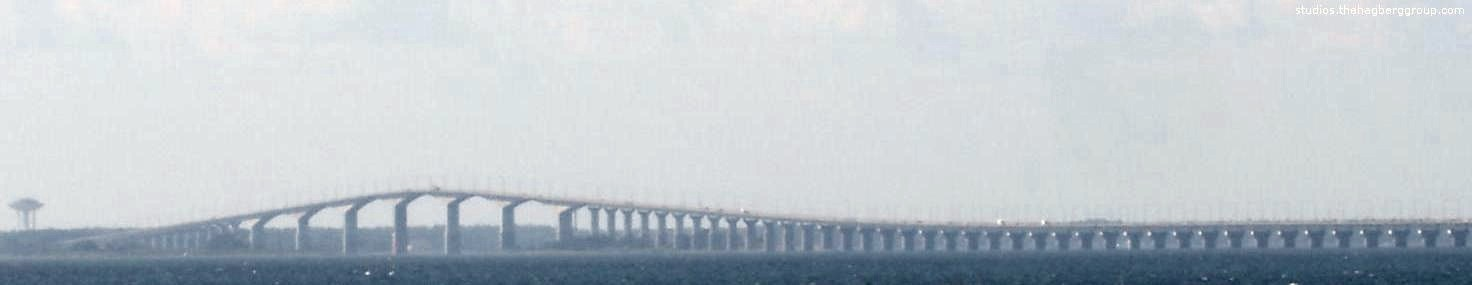
从侧面看厄兰大桥

厄兰大桥是瑞典南部的一座跨过卡尔马海峡的跨海大桥，承载了瑞典137号国道连接瑞典本土和厄兰岛，1972年建成通车，全长6072米，是当时欧洲最长桥梁，直到1998年華士古·達伽馬大橋建成通车。